# 三支雨傘標集團

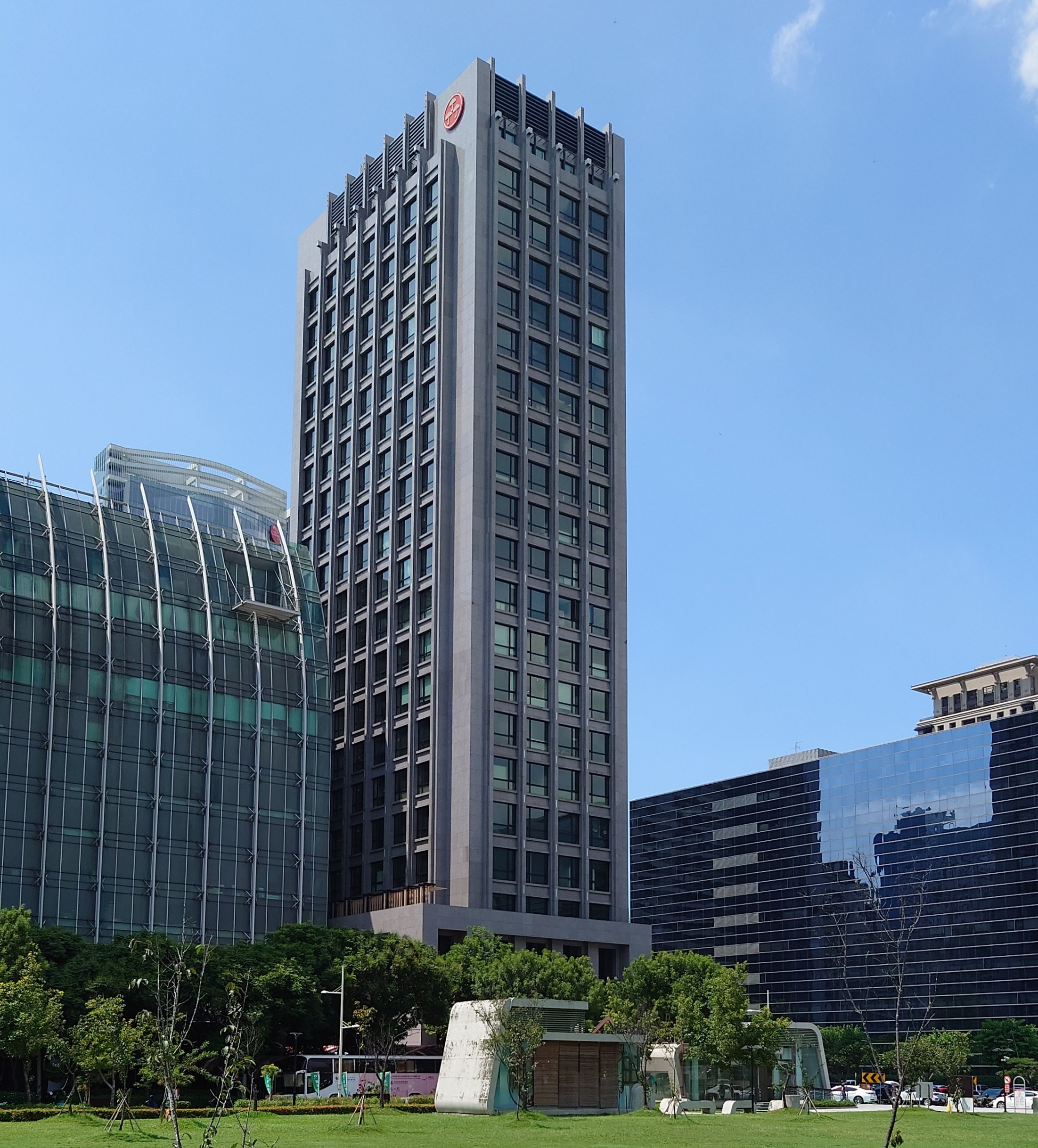
集團總部全球運籌中心，位於臺中市七期重劃區

三支雨傘標集團，是一個總部設於臺灣臺中市的企業集團，以「三支雨傘標」為商標，持有知名成藥品牌「友露安」、「咳精」、「正記消痔丸」等之權利。

## 歷史
1956年，王恩泉成立大裕藥業(今大裕生技)，當時主要業務為中藥及西藥批發。
1978年，王恩泉接手其友人經營不善之製藥廠，以「三支雨傘標」為商標及品牌行銷於臺灣省境內，並憑藉其曾任國聲廣播公司業務經理之經歷，將感冒糖漿「三支雨傘標友露安」擠進老三台電視新聞的廣告時段，成為臺灣地區第一個把本土藥品廣告放在新聞時段播出的業者，並於日後成為臺灣地區家喻戶曉之品牌。
2010年代，該集團每年之廣告預算仍超過新臺幣一億元。

## 旗下事業
- 大裕生技興業有限公司：即「三支雨傘標友露安」、「三支雨傘標咳精」、「正記消痔丸」等成藥品牌之持有者。[2]
- 中國上優科技股份有限公司：自1987年開始持續投入汽車産業管理軟體的研發，目前已為Nissan、Mazda、Ford、Honda、GM、Infiniti、Renault、Jaguar、LandRover、Suzuki、Bently、Aston Martin、LUXGEN、AUDI等多個汽車品牌建立雲端運算通路管理系統。
- 弘勝興業股份有限公司

### 公益事業
- 財團法人英才文教基金會：由大裕生技董事長王恩泉捐資新臺幣三千萬元，並以其父王英才之名，於1998年8月12日奉中華民國教育部核准成立。該基金會以舉辦各項社會教育活動為主要業務，其主題皆與中華倫理文化或心靈改革有關；其業務內容有大學及專科學生清寒獎學金捐助、藝文展覽、演講、座談等。2010年底，三支雨傘標集團緊鄰臺灣大道市政大樓的企業全球運籌中心落成啟用之後，其四樓整層樓面成為基金會之全球藝術中心，並每月定期舉辦畫展、知識講座及各項免費課程。

## 外部連結
- 三支雨傘標集團（页面存档备份，存于）
- YouTube上的三支雨傘標頻道